# 米菲州
米菲州（法語：Mifi），是喀麥隆的58個州份之一，位於該國西部，由西部區負責管轄，南面是孔基州，面積402平方公里，2001年人口290,758，人口密度每平方公里723.3人。